# Њу Вијена (Охајо)
Њу Вијена (енгл. New Vienna) град је у америчкој савезној држави Охајо.

## Демографија
По попису из 2010. године број становника је 1.224, што је 70 (-5,4%) становника мање него 2000. године.
| Група             | 2000.         | 2010.         |
| Белци             | 1.260 (97,4%) | 1.184 (96,7%) |
| Афроамериканци    | 4 (0,3%)      | 10 (0,8%)     |
| Азијати           | 1 (0,1%)      | 4 (0,3%)      |
| Хиспаноамериканци | 10 (0,8%)     | 9 (0,7%)      |
| Укупно            | 1.294         | 1.224         |